# КАМАЗ-5222
КАМАЗ-5222 — низкопольный автобус, выпускаемый с 2024 года ПАО «КАМАЗ» на заводе НЕФАЗ.

## История
Модель пригородного газомоторного автобуса КАМАЗ-5222 дебютировала осенью 2023 года на 12-м Петербургском международном газовом форуме параллельно с вахтовым автобусом КАМАЗ-6250. Планируется, что новая модель заменит пригородный НефАЗ-5299-31-52. С 2025 года пять автобусов находятся в тестовой эксплуатации организацией ООО «Газпром трансгаз Саратов». Новинка имеет оригинальный индивидуальный дизайн экстерьера, использующий вместо стандартных фар светодиодные полосы.

### Электробус
В 2024 году был представлен электробус КамАЗ-52222, унифицированный внешним видом с аналогичной моделью автобуса. Центральная дверь электробуса оборудована открыванием прислонно-сдвижного типа, как в современных трамваях или вагонах метрополитена. В электробусе применены литий-никель-марганец-кобальтовые аккумуляторы (NMC) для подзарядки от ультрабыстрой ЭЗС, с запасом хода на одной зарядке до 100 км. В марте 2025 года новый электробус поступил на обкатку в Москву. ГУП «Мосгортранс» и ПАО «КАМАЗ» заключили контракт на поставку 400 электробусов этой модели, а в конце апреля 2025 года поступила первая партия из 40 машин. 12 июня первые электробусы уже вышли на линию.

КАМАЗ-52222  в Москве
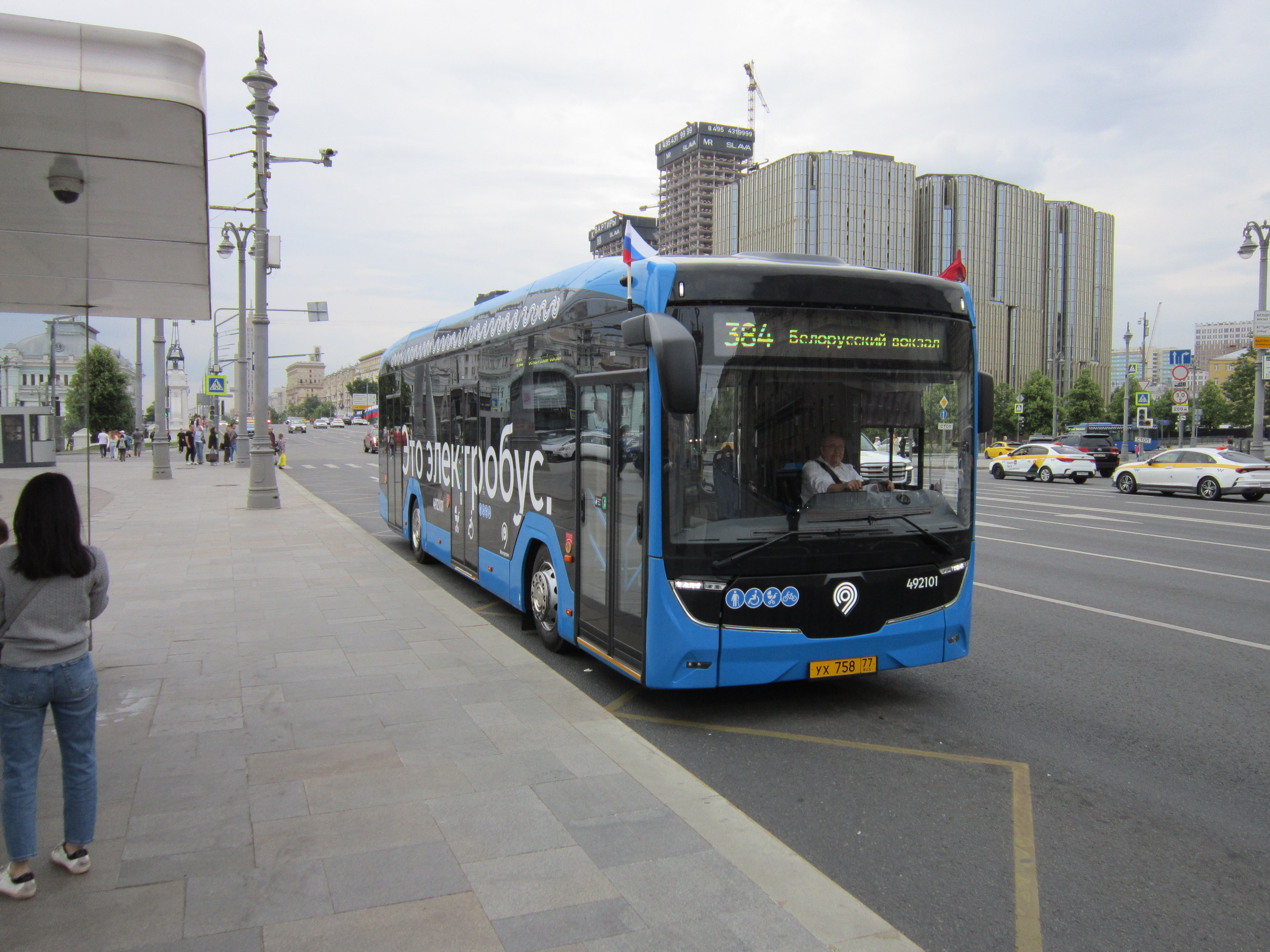
Вид спереди
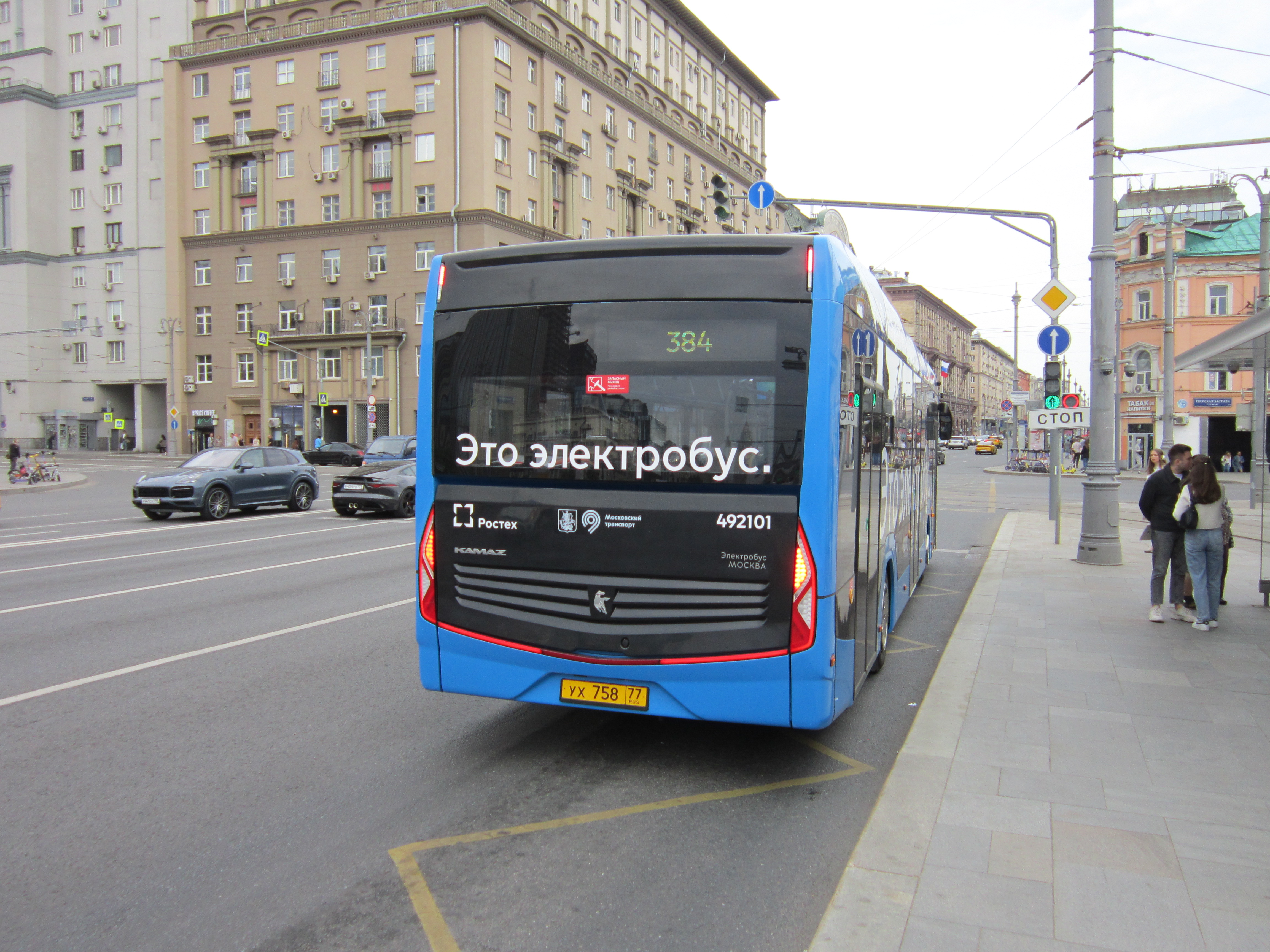
Вид сзади

## Описание
Автобус оснащён газомоторным двигателем Weichai мощностью 290 л. с. в паре с шестиступенчатой автоматической трансмиссией Fast Gear. На крыше расположено 8—10 газовых баллонов.
Вместимость автобуса составляет 41 место для сидения (возможны и другие варианты). Ширина дверных проёмов составляет 90 см. В проёмах установлены воздушные завесы.
Кузов автобуса несущий. При производстве автобуса применяется катафорезное грунтование методом полного погружения. Обшивка кузова состоит из композитных материалов, а крыша — из сэндвич-панелей.
Автобус выпускается как в пригородном, так и в туристическом исполнении. Кроме газомоторных автобусов, также выпускаются электробусы.